# Galumna difficilis
Galumna difficilis är en kvalsterart som först beskrevs av Berlese 1916.  Galumna difficilis ingår i släktet Galumna och familjen Galumnidae. Inga underarter finns listade i Catalogue of Life.